# Judy Tenuta
Judy Linn Tenuta (Oak Park, 7 novembre 1949 – Los Angeles, 6 ottobre 2022) è stata un'attrice, comica e musicista statunitense.

## Personaggio comico
La recitazione di Tenuta è principalmente strutturata intorno ad un personaggio esagerato e anticonformista che viene principalmente riferito come "La dea dell'amore". Altri soprannomi sono "L'Afrodite della fisarmonica", "La santa della moda" e "Imperatrice degli imitatori di Elvis". Il personaggio di Tenuta incoraggia i suoi fan di convertirsi alla propria religione, il "Judismo".

## Carriera
Oltre al suo lavoro nello stand-up comedy, lei apparve in diverse produzioni di "Weird Al" Yankovic, tra cui il The Weird Al Show e i video musicali Headline News e White & Nerdy. Apparve anche in quiz televisivi come Hollywood Squares e Match Game. Tenuta ebbe anche una carriera di doppiatrice dando la voce di Edna nella serie animata Duckman e dando la voce di Black Widow in Space Ghost Coast to Coast.
Nel 1991 pubblicò il suo primo libro, The Power of Judyism, seguita da una versione in CD audio del 1999. Nel 1998 Tenuta ideò, produsse e recitò nel film Desperation Boulevard. Successivamente apparve nelle serie televisive Ned - Scuola di sopravvivenza e in Cory alla Casa Bianca.

## Filmografia
- Gola profonda (Deep Throat Part II, 1974)
- White Hot (1988)
- Love Bites, regia di Malcolm Marmorstein (1993)
- Plump Fiction (1997)
- Desperation Boulevard (1998)
- Material Girls (2006)
- Going Down in LA-LA Land (2011)
- Scales: Mermaids Are Real, regia di Kevan Peterson (2017)

## Discografia
- 1987: Buy This, Pig!
- 1995: In Goddess We Trust
- 1999: UnButtPlugged
- 1999: Attention, Butt Pirates and Lesbetarians
- 2002: A Space Goddessy

## Vita privata
Nel 1988 Tenuta sposò il comico Emo Philips. I due divorziarono nello stesso anno.